# Culture du Botswana

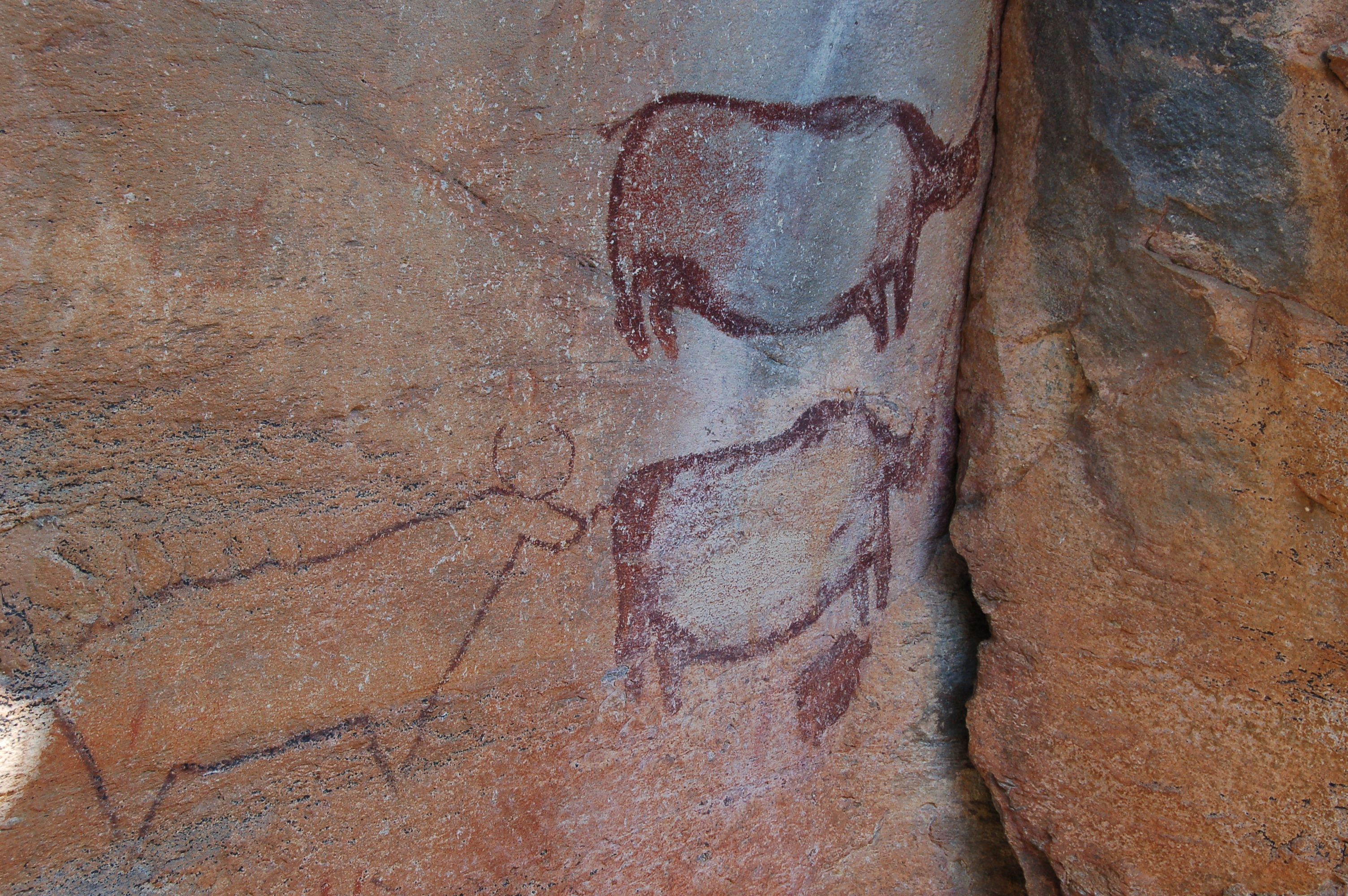
Art rupestre à Todsilo Hills.

La culture du Botswana, pays enclavé d'Afrique australe, désigne d'abord les pratiques culturelles observables de ses 2 600 000 d'habitants (estimation 2024), parlant anglais et tswana. Pour mémoire, elle était de 1 070 000 en 1985, 503 000 en 1960, 152 983 en 1921, 120 776 en 1904.
La culture du Botswana est pour une large part celle du groupe démographique le plus nombreux, les Tswanas, un peuple d'origine bantoue auquel le pays doit son nom. Nommés « Bechuanas » par les explorateurs et les missionnaires arrivés au XIXe siècle, ils sont aujourd'hui appelés « BaTswana » en langue locale. Dans l'intervalle, le Protectorat du Bechuanaland administré par les Britanniques est devenu le Botswana indépendant en 1966.

## Langues et peuples

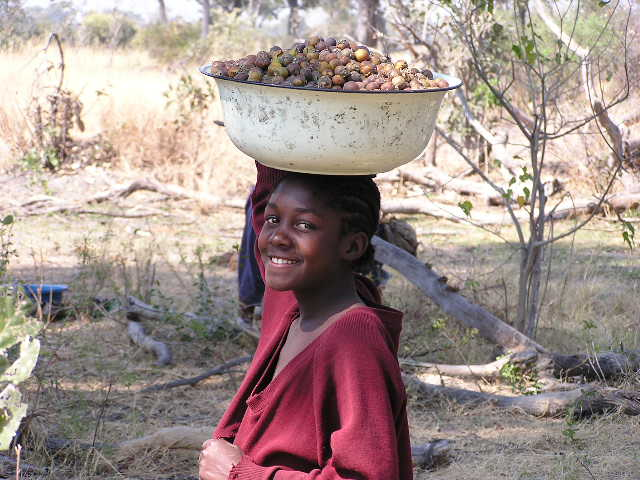
Cueillette dans le delta de l'Okavango.

### Langues
Héritage de l'empire britannique, l'anglais est la langue officielle, alors que le tswana (setswana) est la langue usuelle.
La population parle à 90 % le tswana, alors que l'ethnie tswana représente environ 75 % de la population[réf. nécessaire].
L'afrikaans est parlé par de petites communautés.
Le français est la seule langue étrangère proposée dans le système éducatif.
Les populations de langue bantoue sont majoritaires au Botswana, notamment les Tswanas qui représentent 75 % des habitants et vivent dans le sud, à proximité de la frontière avec l'Afrique du Sud. Les Shonas et les Ndebeles se rattachent également à ce groupe.
Les populations de langue khoïsan sont très peu nombreuses (6 %) : les Khoikhoi vivent dans le sud-ouest, les San (ou Bochimans) dans le désert du Kalahari.

### Peuples
- Groupes ethniques au Botswana

## Traditions

### Religion
La moitié de la population est chrétienne. Les plus nombreux sont les protestants (30 % de la population totale), auxquels s'ajoutent les adeptes d'Églises africaines (plus de 10 %) et les catholiques. L'autre moitié de la population reste acquise aux croyances traditionnelles.
Les catholiques (près de 6 %, soit près de 80 000 personnes), sont répartis en deux juridictions territoriales: le diocèse de Gaborone et le diocèse de Francistown.
- Badimo (en), religion des ancêtres

## Vie Sociale

### Famille
Traditionnellement les Bostwanais étaient des sédentaires car ils ont la culture de vivre grouper dans un système hiérarchique.

### Noms
- Nom de famille, Nom personnel

### Droit
- Droit botswanais
- Droits de l'homme au Botswana
- Kgotla, assemblée démocratique traditionnelle
- Ntlo ya Dikgosi, chambre des chefs

## Art et artisanat

### Vannerie
Les paniers tressés sont les manifestations les plus connues de l'artisanat botswanien et figurent parmi les vanneries les plus réputées d'Afrique. Il en existe une grande variété, à usage agricole ou domestique. Le plus spectaculaire est le sesigo ou sefalana. Très grand – plus de deux mètres de diamètre –, renforcé, fabriqué exclusivement par les hommes, il était destiné au stockage du grain, mais il est moins utilisé aujourd'hui. Les femmes ont recours à de plus petits paniers pour transporter des marchandises sur la tête ou pour les présenter au marché. Des paniers plats servent au vannage du grain.
La matière première la plus fréquemment employée pour la vannerie est une fibre de palmier (Hyphaene petersiana), appelée « mokola » en langue locale setswana. Pour créer des motifs, cette fibre naturelle est teinte avec des racines ou de l'écorce de motlhakola (Euclea divinorum) ou de motsentsela (Berchemia discolor). Les modèles et les coloris sont devenus plus sophistiqués car ces paniers sont de plus en plus souvent achetés à des fins décoratives. Ils sont très appréciés des touristes et la plus grande partie de la production est désormais destinée à l'exportation. Le secteur s'est professionnalisé et a acquis une véritable légitimité artistique. En effet, depuis une vingtaine d'années, le Musée national de Gaborone organise chaque année une exposition et un concours qui récompense les meilleures créations.

### Poterie
Ce sont en général les mères qui transmettent à leurs filles l'art complexe de la poterie, sauf chez les Mbukushus du Ngamiland où la fabrication est l'affaire des hommes[réf. nécessaire].
L'un des centres artisanaux les plus réputés est celui attenant à l'église catholique de Thamaga, une localité située à une trentaine de kilomètres à l'ouest de Gaborone. Des missionnaires sont à l'origine du lancement, en 1974, de ce projet de développement rural.

### Cuir, textiles, perles

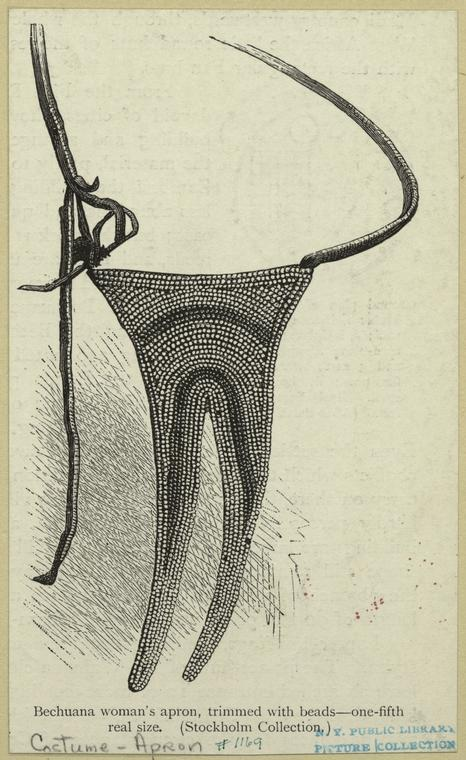
« Tablier » de femme orné de perles.

### Arts contemporains
Le musée national du Botswana (Botswana National Museum) a été fondé au centre de Gaborone, la capitale, en 1968. À la fois musée et galerie d'art, il a pour vocation de célébrer l'héritage naturel et culturel du pays, mais aussi de faire connaître les productions artistiques contemporaines, locales et régionales. D'autres villes sont également dotées de musées significatifs : Mochudi (Phuthadikobo Museum), Serowe (Khama III Memorial Museum) et Francistown (Supa Ngwao Museum).

## Arts de scène

### Musique et danse

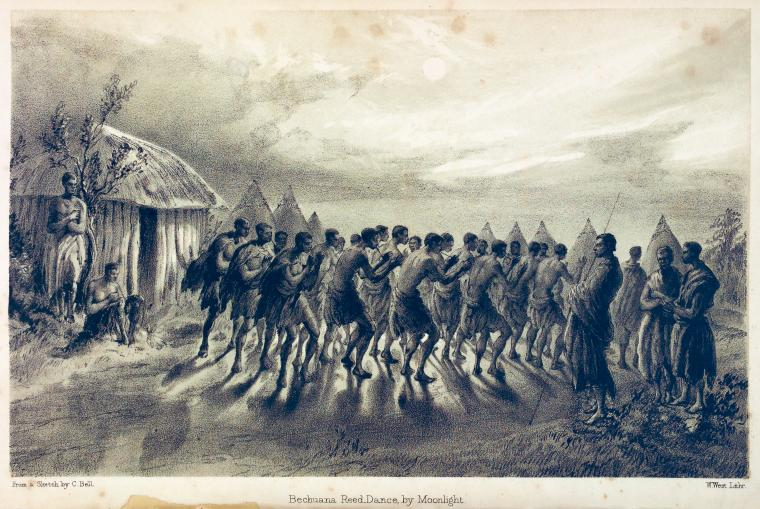
Reed dance au clair de lune (1857).

La musique traditionnelle s'exprime surtout à travers la voix, les instruments à cordes et à vent, tels que les flûtes.
Dans cet environnement de prairies sèches où la venue de la pluie constitue un enjeu majeur, on trouve un important répertoire de chants impliquant des dizaines d'interprètes et destinés à favoriser sa tombée.
Sous plusieurs formes et dénominations, l'arc musical est l'instrument le plus répandu. Par exemple, le kwadi – ou lesoba – a la particularité d'être à la fois un cordophone et un aérophone : c'est un arc musical muni d'un tube insufflé en plume de vautour. Il est joué par les hommes, souvent voyageurs ou bergers.
Chez les Tswanas, on rencontre d'importants ensembles de flûtes (entre 13 et 19) qui ne produisent chacune qu'une seule note. Les hommes dansent tout en jouant, tandis que les femmes battent des mains, poussent des cris, en s'accompagnant parfois de tambours coniques à une seule peau.

## Littérature
Les paysages du Botswana ont inspiré de nombreux romans, et quelques écrivains l'habitant développèrent la littérature de ce pays.
Bessie Head est une célèbre écrivaine du Botswana. Elle a fui le régime de l'apartheid en Afrique du Sud pour vivre et écrire sur le Botswana. Elle y a vécu de 1964 (quand il était encore le protectorat du Bechuanaland) jusqu'à sa mort, à l'âge de 49 ans, en 1986. Elle a vécu à Serowe, et ses plus célèbres ouvrages, When Rain Clouds Gather, Maru et A Question of Power y sont exposés.
Le Botswana sert de décor à une série de romans populaires et mystérieux d'Alexander McCall Smith. Le personnage principal, Precious Ramotswe, vit à Gaborone. Le premier roman de la série, The No. 1 Ladies' Detective Agency, est publié en 1998 au Royaume-Uni (et en 2001 aux États-Unis). Ces romans sont appréciés pour leur intérêt humain et leur couleur locale. Un film a été tourné en Kgalewood, au pied du Mont Kgale, au Botswana.
Norman Rush, qui a servi en tant que directeur du Corps de la Paix au Botswana de 1978 à 1983, utilise ce pays comme décor pour l'ensemble de ses livres publiés, qui mettent généralement l'accent sur la communauté expatriée.
Unity Dow (née en 1959), magistrate, militante des droits de l'homme, et écrivaine. Elle vient d'un milieu rural qui tend vers des valeurs traditionnelles africaines de la nature. Sa mère ne savait pas lire l'anglais, et la plupart des décisions sont prises par les hommes. Elle devint avocate et une grande partie de son enseignement se fait en Occident. Son éducation occidentale lui a valu un mélange de respect et de suspicion. En tant qu'avocate, elle est principalement connue pour ses positions sur les droits des femmes. Elle s'est portée partie civile dans une affaire qui a permis aux enfants dont seule la mère est de nationalité Botswana d'obtenir également cette nationalité. La tradition et la loi avant cette affaire indiquaient que seuls les descendants de père Botswana obtenaient la nationalité. Plus tard, elle devint la première femme Botswana juge de la Haute Cour. En tant que romancière, elle écrivit trois livres. Ces livres concernent le plus souvent les questions relatives à la lutte entre les valeurs traditionnelles et occidentales, et marquent également son intérêt pour les questions de genre et la pauvreté du pays.
L'auteur et historienne britannique Susan Williams écrivit un livre, The Triumph of Seretse Khama and His Nation, qui raconte l'histoire du mariage et des luttes de Sir Seretse Khama et Lady Ruth Williams Khama.
Parmi les écrivains botswanais recensés :
- Bessie Head (1937-1986), romancière, écrivaine, journaliste, enseignante
- Leetile Disang Raditladi (en) (1910-1971), poète, dramaturge
- Patrick van Rensburg (1931-2017), diplomate
- Thomas Tlou (1932-2010), universitaire, historien
- Carolyn Slaughter (en) (1946-), romancière
- Alexander McCall Smith (1948-), expert juridique, romancier (policier)
- Andrew Sesinyi (1952-), romancier
- Barolong Seboni (en) (1957-), universitaire, poète
- Unity Dow (1959-), magistrate, politique, romancière, militante du droit des femmes
- Alinah Kelo Segobye (1960c-), archéologue, militante du développement social
- Mositi Torontle (en) (1964-), poétesse, romancière
- Caitlin Davies (en) (1964-), historienne, journaliste
- Donald Molosi (en) (1985-), acteur, scénariste, dramaturge, auteur
- Katlego Kai Kolanyane-Kesupile (1988-), performeuse, musicienne, trans
- Tlotlo Tsamaase (en) (sd), poétesse, romancière
- Siyanda Mohutsiwa (1993-), conférencière, écrivaine, satiriste
- Moteane Melamu (sd), universitaire, écrivain

## Médias

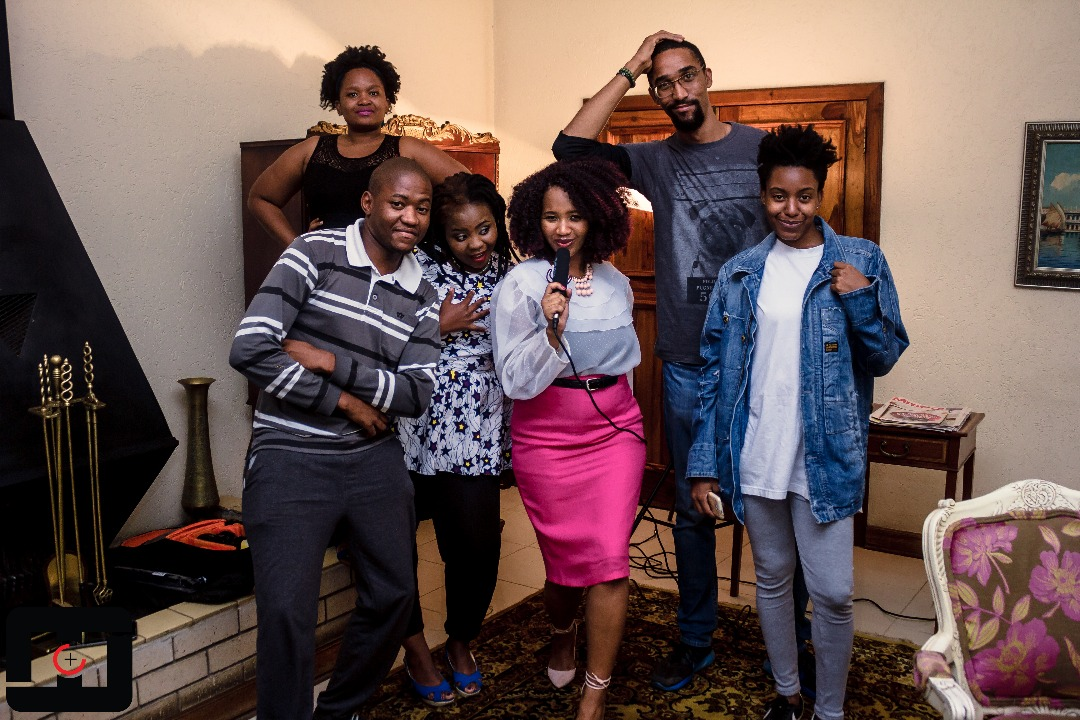
L'équipe du talk show Sundays With Gauta.

### Presse
En 2016, le classement mondial sur la liberté de la presse établi chaque année par Reporters sans frontières situe le Botswana au 43e rang sur 180 pays. La liberté de la presse est en principe assurée, mais le gouvernement garde le contrôle non seulement sur les médias publics, mais aussi sur les journaux privés qui dépendent des recettes publicitaires accordées par l'État. De nombreux procès en diffamation contre des journalistes montrent que la couverture de certains événements, tels que les élections législatives de 2014, reste difficile.
Créé en 1986, le principal quotidien est Mmegi, publié en anglais.

### Cinéma
- Cinéma botswanais
- Liste de films du Botswana (en)
- Catégorie:Cinéma botswanais

## Patrimoine
- Tourisme au Botswana

Le programme Mémoire du monde (UNESCO, 1992) n'a rien inscrit pour ce pays dans son registre international Mémoire du monde (au 15/01/2016).

### Musées et autres institutions
- Liste de musées au Botswana.

### Liste du Patrimoine mondial
Le programme Patrimoine mondial (UNESCO, 1971) a inscrit dans sa liste du Patrimoine mondial (au 12/01/2016) : Liste du patrimoine mondial au Botswana, dont
- Delta de l'Okavango,
- Tsodilo.

### Liste représentative du patrimoine culturel immatériel de l’humanité
Le programme Patrimoine culturel immatériel (UNESCO, 2003) a inscrit dans sa liste représentative du patrimoine culturel immatériel de l'humanité (au 15/01/2016) :
- 2012 : Le savoir-faire de la poterie en terre cuite dans le district de Kgatleng au Botswana[11].

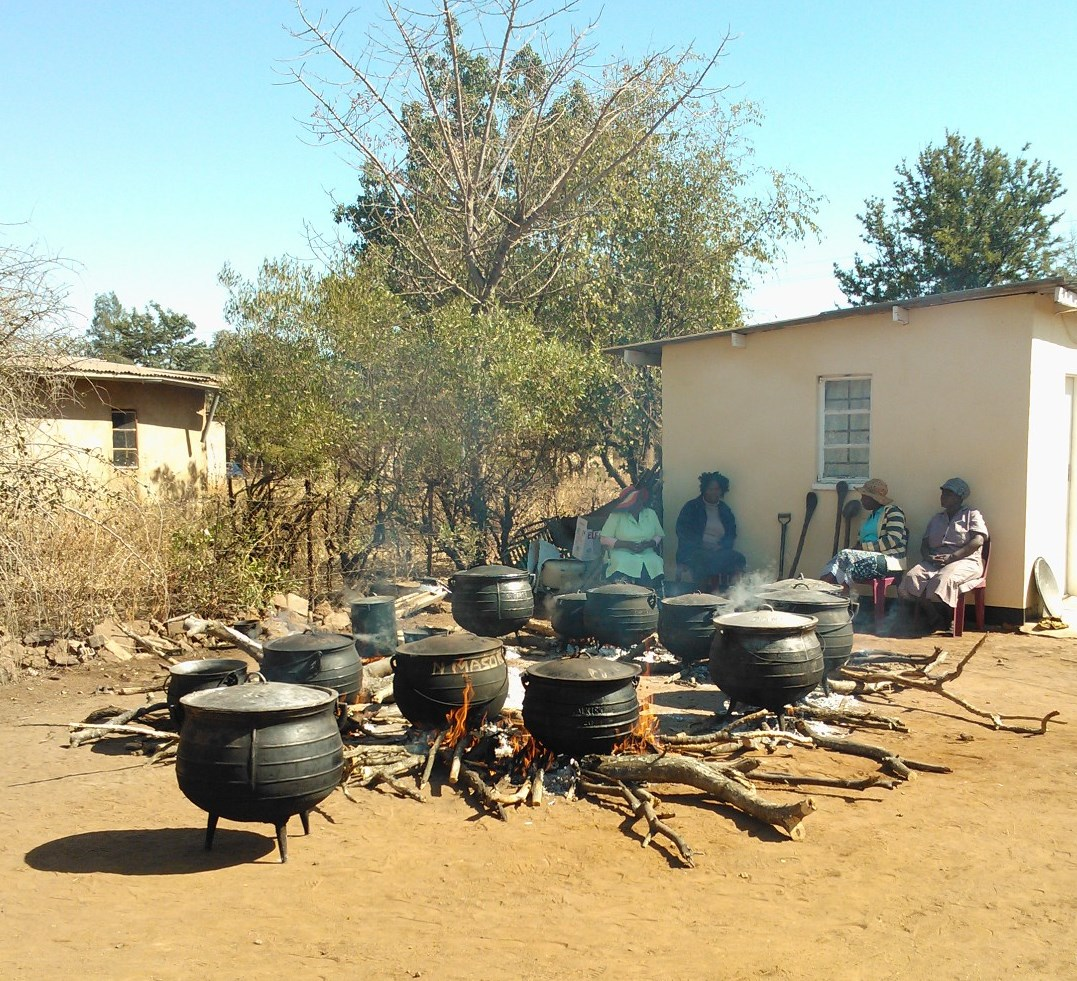
Chaudrons tripodes de la cuisine tswana.

## Cuisine
- Cuisine botswanaise

### Discographie
- (en) Instrumental music of the Kalahari san (enreg. Marjorie Shostak, Megan Biesele, Nicholas England), Smithsonian Folkways recordings, Washington, D.C., 1982
- (en) Traditional music of Botswana, Africa : a journey with Tape Recorder along Southern Botswana from Mochudi to Kang (enreg. Elizabeth Nelbach Wood), Smithsonian Folkways recordings, Washington, D.C., 1983
- (en) Tswana and Sotho voices : Botswana, South Africa, Lesotho : 1951 '57 '59 (collec. Hugh Tracey), International Library of African Music, Grahamstown, 2000

### Filmographie
- (en) A rite of passage, film documentaire de John K. Marshall, Documentary Educational Resources, Watertown, MA, 2007, 14 min (DVD)
- Okavango : le peuple des marais, film documentaire de Gérard Perrier, RFO, 2000, 26 min (VHS)